# Discografia de Tiffany Young
A discografia de Tiffany Young, uma cantora americana de K-pop, consiste de um , dez singles (incluindo como artista convidada) e doze trilhas sonoras. Ela estreou como membro do grupo Girls' Generation em 2007. Tiffany também é membro do subgrupo Girls' Generation-TTS e gravou músicas para trilhas sonoras de vários dramas e filmes de televisão.
Sua carreira como artista solo começou em maio de 2016 com o lançamento de seu EP, I Just Wanna Dance. O EP ficou em terceiro lugar no Gaon Album Chart e vendeu 63,154 cópias na Coreia do Sul. O single "I Just Wanna Dance" ficou em oitavo lugar no Gaon Digital Chart e no Billboard World Digital Songs, respectivamente. Em junho de 2016, a Tiffany lançou um single intitulado "Heartbreak Hotel" como um single promocional para o projeto SM Station.

## Extended plays
| Título             | Detalhes | Melhor posição | Melhor posição | Melhor posição | Melhor posição | Melhor posição | Vendas                     |
| Título             | Detalhes | COR            | JPN            | TWN            | US World       | US Heat        | Vendas                     |
| ------------------ | --- | -------------- | -------------- | -------------- | -------------- | -------------- | -------------------------- |
| I Just Wanna Dance | - Lançamento: 11 de maio de 2016 - Gravadoras: S.M. Entertainment, KT Music - Formatos: EP, Download digital | 3              | 41             | 1              | 3              | 10             | - COR: 66,549 - JPN: 4,281 |
| Lips on Lips       | - Lançamento: 22 de fevereiro de 2019 - Gravadora: Transparent Arts - Formatos: EP, Download digital         |                |                |                |                |                |                            |

## Singles

### Como artista principal
| Título                                                                                   | Ano  | Melhor posição | Melhor posição | Vendas         | Album                |
| Título                                                                                   | Ano  | KOR            | US World       | Vendas         | Album                |
| ---------------------------------------------------------------------------------------- | ---- | -------------- | -------------- | -------------- | -------------------- |
| "I Just Wanna Dance"                                                                     | 2016 | 10             | 5              | - COR: 183,799 | I Just Wanna Dance   |
| "Heartbreak Hotel" (featuring Simon Dominic)                                             | 2016 | 84             | —              | - COR: 43,427  | Lançamento sem álbum |
| "Remember Me (From "Coco")"                                                              | 2018 | —              | —              |                | Lançamento sem álbum |
| "Over My Skin"                                                                           | 2018 | —              | —              |                | Lançamento sem álbum |
| "Teach You"                                                                              | 2018 | —              | —              |                | Lançamento sem álbum |
| "Peppermint"                                                                             | 2018 | —              | —              |                | Lançamento sem álbum |
| "Born Again"                                                                             | 2019 | —              | —              |                | Lips on Lips         |
| "Lips on Lips"                                                                           | 2019 | —              | —              |                | Lips on Lips         |
| "Runaway" (featuring Babyface)                                                           | 2019 | —              | —              |                | Lips on Lips         |
| "Magnetic Moon"                                                                          | 2019 | —              | —              |                | Lançamento sem álbum |
| "Run for Your Life"                                                                      | 2019 | —              | —              |                | Lançamento sem álbum |
| "—" indica lançamentos que não figuraram nas paradas ou não foram lançados nessa região. |      |                |                |                |                      |

### Colaborações
| Título                                                                                   | Ano  | Melhor posição | Vendas          | Album                                   |
| Título                                                                                   | Ano  | COR Gaon       | Vendas          | Album                                   |
| ---------------------------------------------------------------------------------------- | ---- | -------------- | --------------- | --------------------------------------- |
| "Love Hate" (com Jessica e Seohyun)                                                      | 2008 | —              | —               | Lançamento sem álbum                    |
| "Mabinogi" (com Jessica e Seohyun)                                                       | 2008 | —              | —               | Lançamento sem álbum                    |
| "Cabi Song" (com Taeyeon, Jessica, Sunny, Yuri, Seohyun, Chansung, Jun. K e Taecyeon)    | 2010 | —              | —               | Lançamento sem álbum                    |
| "You Are A Miracle" (com varios artistas)                                                | 2013 | 32             | - COR: 53,496+  | 2013 SBS Gayo Daejun Friendship Project |
| "Talk About Love" (com varios artistas)                                                  | 2014 | —              | —               | Lançamento sem álbum                    |
| "Shut Up" (como parte de Unnies)                                                         | 2016 | 3              | - KOR: 724,088+ | Lançamento sem álbum                    |
| "—" indica lançamentos que não figuraram nas paradas ou não foram lançados nessa região. |      |                |                 |                                         |

### Como artista convidada
| Título                                                                                   | Ano  | Melhor posição | Vendas | Album                |
| Título                                                                                   | Ano  | KOR Gaon       | Vendas | Album                |
| ---------------------------------------------------------------------------------------- | ---- | -------------- | ------ | -------------------- |
| "The Secret" (Kim Dong-wan featuring Tiffany)                                            | 2008 | —              | —      | The Secret           |
| "A Girl, Meets Love" (K.Will featuring Tiffany)                                          | 2009 | —              | —      | Dropping the Tears   |
| "Feeling Only You" (The Blue featuring Tiffany and Sooyoung)                             | 2009 | —              | —      | The First Memories   |
| "QnA" (Han Hee-joon featuring Tiffany)                                                   | 2015 | 158            | —      | Lançamento sem álbum |
| "Don't Speak" (Far East Movement ft. Tiffany & King Chain)                               | 2016 | —              | —      | Identity             |
| "—" indica lançamentos que não figuraram nas paradas ou não foram lançados nessa região. |      |                |        |                      |

## Trilhas sonoras
| Título                                                                                   | Ano  | Melhor posição | Melhor posição | Vendas         | Album                                     |
| Título                                                                                   | Ano  | KOR Gaon       | KOR Hot 100    | Vendas         | Album                                     |
| ---------------------------------------------------------------------------------------- | ---- | -------------- | -------------- | -------------- | ----------------------------------------- |
| "Touch the Sky" (com Taeyeon, Jessica, Sunny e Seohyun)                                  | 2007 | —              | —              | —              | Thirty Thousand Miles in Search of My Son |
| "The Little Boat" (com Taeyeon, Jessica, Sunny e Seohyun)                                | 2008 | —              | —              | —              | Hong Gil-dong                             |
| "By Myself"                                                                              | 2009 | —              | —              | —              | Ja Myung Go                               |
| "Motion" (com Taeyeon, Jessica, Sunny e Seohyun)                                         | 2009 | —              | —              | —              | Heading to the Ground                     |
| "Ring"                                                                                   | 2010 | 26             | —              | —              | Haru                                      |
| "Haechi" (com Taeyeon, Jessica, Sunny e Seohyun)                                         | 2010 | —              | —              | —              | My Friend Haechi                          |
| "Because It's You"                                                                       | 2012 | 42             | 40             | - COR: 95,908  | Love Rain                                 |
| "Rise and Shine" (com Kyuhyun)                                                           | 2012 | 37             | 34             | - COR: 140,294 | To the Beautiful You                      |
| "One Step Closer"                                                                        | 2013 | 39             | 46             | - COR: 100,049 | All About My Romance                      |
| "Cheap Creeper" (with Taeyeon, Jessica, Sunny and Seohyun)                               | 2014 | —              | —              | —              | Make Your Move                            |
| "Good Life" (com Henry)                                                                  | 2014 | —              | —              | —              | Final Recipe                              |
| "Only One"                                                                               | 2015 | 90             | —              | - COR: 18,141  | Blood                                     |
| "—" indica lançamentos que não figuraram nas paradas ou não foram lançados nessa região. |      |                |                |                |                                           |